# Орион (мифология)

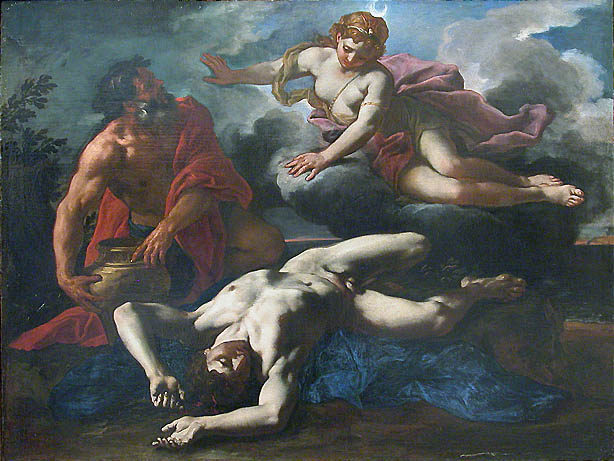
Смерть Ориона

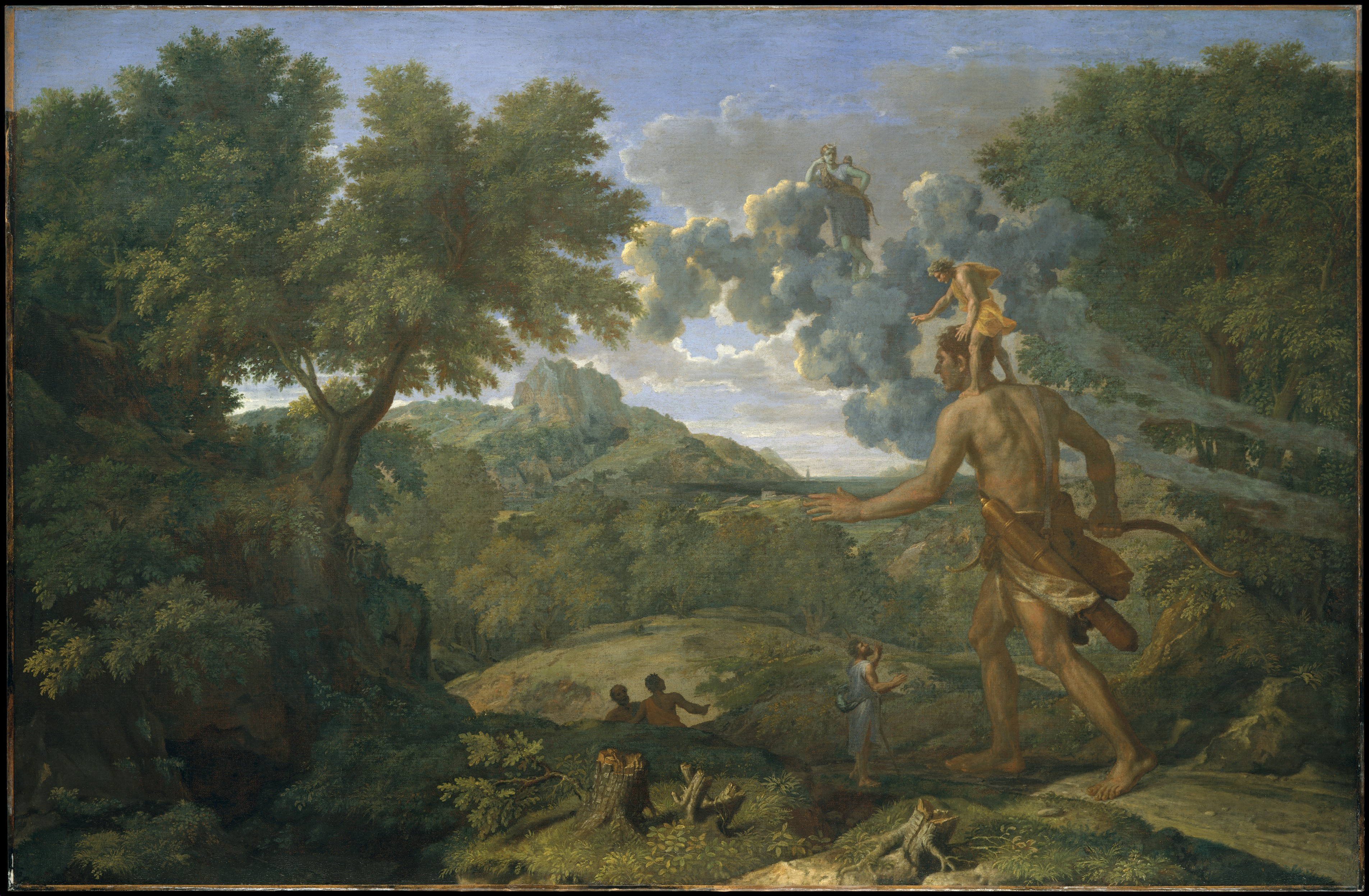
Пуссен, «Слепой Орион ищет Солнце», 1658

Орио́н (др.-греч. Ὠρίων) — в древнегреческой мифологии знаменитый охотник, отличавшийся необычайной красотой и таким ростом, что его иногда называли великаном. Сюжеты об Орионе крайне запутанны. Местом его смерти в разных источниках называются Беотия, Дилос, Хиос, Крит и Эвбея. Миф связывает с ним появление созвездия Орион.
У него были дочери Метиоха и Мениппа. Согласно Коринне (VI век до н. э.), Орион — беотийский герой, породивший от нимф 50 сыновей, в том числе Акрефея-прорицателя.

## Жизнеописание

### Рождение
Сын Посейдона и дочери Миноса нимфы Эвриалы (по Гесиоду и Ферекиду). Либо сын Геи, либо сын царя Энопиона.
По другой версии, сын Гириея (по Аристомаху). Родился в Гирии. Воспитан в Орее на Евбее, и получил имя от города. Распространённый вариант мифа о рождении героя повествует о том, что однажды Зевс, Гермес и Посейдон (или Арес), а по Михаэлю Майеру (XVII век) — Феб-Аполлон, Вулкан и Гермес, посетили жителя Фив Гириея. Когда тот, после жертвоприношения быка и угощения богов, стал жаловаться на бездетность, гости потребовали шкуру жертвы. Когда хозяин принёс шкуру, они наполнили её мочой и велели закопать в землю. Через девять месяцев из неё появился Орион.

### Деяния
От Посейдона он получил дар ходить по волнам, как по земле (Гесиод). Охотился в Сидейских лесах. Женился на Сиде, которую Гера низвергла в Тартар.
Сватался на Хиосе к дочери Энопиона Меропе, по требованию Энопиона истребил на Хиосе диких зверей своей железной дубиной, но Энопион откладывал брак. Тогда Орион украл Меропу и силой овладел ею. За это Энопион ослепил Ориона.
Восстановил зрение, совершив путешествие к месту восхода Гелиоса, в котором провожатым ему служил Кедалион, один из учеников Гефеста, которого Орион нёс на плечах. Орион подставил лучам солнечного бога слепые глаза, и Гелиос вернул ему зрение (этот сюжет лёг в основу сатировской драмы Софокла «Кедалион»). Там же Орион был замечен богиней Эос и стал её возлюбленным.
На Сицилии для царя Занклы (ныне город Мессина) создал насыпь и соорудил порт Акта. Согласно Гесиоду, мыс Пелориада был насыпан Орионом (Пелоританские горы — горный хребет на северо-востоке Сицилии), который учредил там священный участок Посейдона. После этого он отправился на Эвбею, где и поселился. После смерти помещён на небо.

### Смерть
По одному варианту гибели, был укушен чудовищным скорпионом, посланным Геей или Посейдоном, во время преследования им Плеяд. Он погнался за Плейоной со своим псом, когда она с дочерьми проходила по Беотии, преследовал их семь лет, а Зевс сжалился и поместил их среди созвездий (или преследовал их пять месяцев, ибо созвездие Ориона видно 5 месяцев).
По варианту мифа, охотник Орион, преследовавший со страстью Плеяд, как и они был обращён Зевсом в одноимённые созвездия, однако и на небосводе Орион со своим псом продолжает преследовать Плеяд (в суточном вращении неба он следует за ними).
Несколько версий связывают его с Артемидой. Был сотоварищем Артемиды по охоте, по некоторым вариантам-либо был возлюбленным богини, либо она его отвергала. Он был поражён стрелой Артемиды за победу над ней на охоте, или за посягательство на её девственность, или из ревности по подстрекательству Аполлона, брата богини, опасавшегося за её честь. По одной локализации, погиб от скорпиона в Беотии, домогаясь Артемиды.
По делосской версии, Эос влюбилась в Ориона и доставила на Делос. Возлюбленный Эос, убит Артемидой. На Делосе был застрелен Артемидой из лука, когда пытался изнасиловать деву Опиду, по другой версии, погиб, когда приглашал Артемиду состязаться с ним в метании диска, либо пытался обольстить Артемиду и был ею убит. По ещё одной версии, был возлюбленным Артемиды, чем был недоволен Аполлон, предложив ей выстрелить до чёрной точки, видневшейся в море. Она выстрелила, и оказалось, что она попала в голову Ориону, Артемида оплакала его и поместила среди созвездий.
Ещё один вариант: он охотился вместе с Артемидой на Крите и пообещал истребить всех зверей, за что Гея наслала на него скорпиона.
По хиосской версии, он полюбил Артемиду, но по воле Артемиды скорпион явился из горы Колоны на Хиосе и ужалил его. Он похвалялся перед Артемидой и Лето, что может истребить всё живое (либо потому, что был влюблён в Энопиона и похвалялся перед ним как охотник), а Гея наслала скорпиона, чтобы тот укусил Артемиду, но Орион сам был укушен, и Артемида вознесла его к звёздам.
Согласно Телесарху, его пытался воскресить Асклепий, но был убит ударом молнии Зевса. После смерти Орион был превращён в одноимённое созвездие (по некоторым вариантам мифа — вместе со своей собакой, превращённой в звезду Сириус или созвездие Большой Пёс; в мифах с участием Асклепия тот также был превращён в созвездие — Змееносец).
Могила в Танагре (Беотия).

## В Библии
Орион (др.-греч. Ώρειων) — согласно Септуагинте, соответствует библейскому слову др.-евр. כסיל‬ (Ис. 13:10; Иов. 38:31; в Иов. 9:9 — Септуагинта, однако, переводит др.-греч. Έσπερος — «вечер», звезда Геспер).
Библейские переводы Таргум и Пешитта толкуют это слово «гигант», «великан», а армянский перевод придаёт этому названию созвездия имя родоначальника армян Айк.
Упоминаемые в Иов. 38:31 «узы кесила» (משׁכות כסיל‬; синодальный перевод: «узы Кесиль»), по мнению некоторых учёных, говорит ЕЭБЕ, намекают на распространённое в древности представление об Орионе как о великане, прикованном к небу; у евреев он мог получить название כסיל‬, то есть «безбожный», «бестолковый». «Развязывание уз», о котором говорится в цитированном месте Книги Иова, относится, по мнению этих исследователей, к предполагаемому мифом освобождению великана. По Дильману же это — узда, при опускании которой созвездие Ориона, соразмерно с временами года, будто бы поднимается или опускается по небосклону (Орион в Сирии появляется на горизонте на 17° выше, чем в Европе). Другие полагают, что под משׁכות‬ подразумеваются три наиболее яркие звезды, известные под названием «посоха Якова» или «пояса Ориона». Но слово משׁכות‬ едва ли подходит к значению «пояс».
Византийские церковные писатели приводят мнение персов, что Орион — прикованный к небу гигант Нимрод. С этим согласуется то, что сирийские арабы называют Орион — gabbârun (=גבור‬ — «богатырь», ср. Быт. 10:8, 9 где это слово применяется к Нимроду).
По мнению еврейских средневековых учёных (Саадия, Исаак ибн-Джикатилла, ибн-Джанах), כסיל‬ обозначает, как и арабское «Suhêl», — Сириус или Канопус.

## Современный взгляд
Как отмечает А. А. Тахо-Годи, «в мифах об Орионе нашли отражение мотивы столкновения догреческого хтонического великана с олимпийским миром, элементы фетишистской магии (ослепление — исцеление от огня) и поздней сказки».